# Bruno Pabois
Bruno Pabois est un footballeur français né le 23 octobre 1969 à Saint-Nazaire (Loire-Atlantique). Il évoluait au poste de milieu de terrain. Il s’est fracturé le tibia-péroné à Nimes

## Biographie
Bruno Pabois est sélectionné dix fois en équipe de France espoirs, de 1990 à 1991.
En juin 1995, en fin de contrat avec Nîmes, il participe à Saint-Brevin au stage de l'UNFP destiné aux joueurs sans contrat.
Bruno Pabois est finaliste de la Coupe de France en 1999 avec Sedan.
En février 2002, après deux semaines de stage au CTNFS de Clairefontaine, il est diplômé du brevet d'État d'éducateur sportif 2e degré (BEES 2).
Après avoir entraîné l'équipe B du Stade brestois de 2004 à 2006, il dirige le jeu du FC Landerneau, club de DSE (Ligue régionale). Il entraîne ensuite le club de Plouguerneau.

## Carrière

### Joueur
- 1991-1992 :  Brest Armorique FC
- 1991-1995 :  Nîmes Olympique
- 1995-1997 :  USL Dunkerque
- 1997-1999 :  CS Sedan-Ardennes
- 1999-2001 :  Stade brestois

### Entraîneur
- 2004-2006 :  Stade brestois (équipe réserve)
- 2006-2009 :  Landerneau FC
- 2011-2014 :  Espérance de Plouguerneau

## Palmarès
- Finaliste de la Coupe de France en 1999 avec le CS Sedan-Ardennes
- Champion de CFA (Groupe D) en 2000 avec le Stade brestois
- Vainqueur de la Coupe nationale des cadets en 1985 avec la ligue atlantique